# 아후라 마즈다
아후라 마즈다(아베스타어: 𐬀𐬵𐬎𐬭𐬀⸱𐬨𐬀𐬰𐬛𐬁, 페르시아어: اهورا مزدا) 또는 오르마즈드(페르시아어: ارمزد), 호로마제스(페르시아어: هرمز)는 고대 이란 종교인 조로아스터교에서 유일한 창조신이자 하늘의 신이다. 그는 야스나에서 가장 먼저 그리고 가장 자주 불리는 영이다. 아후라라는 단어의 문자적 의미는 "군주"이고, 마즈다는 "지혜"이다.
아후라 마즈다에 대한 첫 주목할 만한 언급은 아케메네스 제국 시대(기원전 550~330년경)에 다리우스 1세의 베히스툰 비문에서 나타났다. 아르타크세르크세스 2세(기원전 405/404~358년경)의 통치 기간까지 아후라 마즈다는 현존하는 모든 왕실 비문에서 단독으로 숭배되고 불렸다. 아르타크세르크세스 2세 시대부터는 아후라 마즈다가 미트라 및 아나히타와 함께 삼위일체로 묶였다. 아케메네스 제국 시대에는 아후라 마즈다를 묘사한 것으로 알려진 왕실의 표현이 없었는데, 이는 모든 황제가 백마가 끄는 빈 전차를 두어 아후라 마즈다가 페르시아 군대와 함께 전투에 참여하도록 초대하는 관습 때문이었다. 그러나 아후라 마즈다의 형상은 기원전 5세기부터 존재했지만, 사산조 시대에 돌 조각상으로 대체되면서 중단되었고, 이후 사산조의 지원을 받은 성상 파괴 운동을 통해 완전히 제거되었다.
이슬람의 페르시아 정복 (서기 633-651년) 이후, 조로아스터교는 이슬람교의 종교적 영향을 받았다. 이슬람교의 영향으로 조로아스터교도들은 아후라 마즈다의 지위를 유일신으로 격상시키고, 앙그라 마이뉴의 지위를 피조물로 격하시켰다.

## 명명법
가장 유력한 어원은 인도유럽조어 *h₂ḿ̥suros에서 유래하며, *h₂ems-("만들다, 낳다")에서 파생되었으므로 게르만조어 *ansuz와 동족어이다. 핀란드의 인도학자 Asko Parpola는 인도아리아조어 *asera-에서 우랄어족으로 차용되었으며, 그 의미는 '군주, 왕자'라고 본다.
'마즈다', 또는 아베스타어 어간 형태인 Mazdā-, 주격 Mazdå는 이란조어 *mazdáH (여성형 명사)를 반영한다. 이는 일반적으로 영의 고유명사로 간주되며, 베다 산스크리트어 동족어 medhā́와 마찬가지로 "지능" 또는 "지혜"를 의미한다. 아베스타어와 산스크리트어 단어는 모두 인도이란조어 *mazdʰáH를 반영하며, 인도유럽조어 *mn̥sdʰh₁éh₂에서 유래했고, 문자적으로 "자신의 정신(*mn̥-s)을 놓는 것(*dʰeh₁)"을 의미하여 "현명한"이라는 뜻이 된다.
고대 페르시아어에서는 아케메네스 제국 시대 동안 이 이름은 쐐기 문자 표의문자 𐏈 또는 𐏉 (속격 𐏊)를 사용하거나, 𐎠𐎢𐎼𐎶𐏀𐎭𐎠 (a-u-r-m-z-d-a, Auramazdā)로 표기되었다. 파르티아어에서는 이 이름이 𐭀𐭇𐭅𐭓𐭌𐭆𐭃 (ʾḥwrmzd, Ahurmazd)로 표기되었고, 𐭠𐭥𐭧𐭥𐭬𐭦𐭣𐭩 (ʾwhrmzdy, Ōhramazdē)는 사산조 시대에 사용된 팔라비어 용어였다.
이 이름은 아시리아의 아슈르바니팔 쐐기 문자 석판에서 Assara Mazaš 형태로 증명될 수 있지만, 이 해석은 매우 논란이 많다.

## 조로아스터교 이전
마즈다교는 기원전 첫 천년기의 초기에 현대 아프가니스탄과 중앙아시아의 동이란에서 발생한 종교이다. 조로아스터교와 달리 마즈다교에서 아후라 마즈다는 미트라와 동등한 신 중 하나이다.
일부 조로아스터교 역사가들은 아후라 마즈다 숭배가 자라투스트라에 의해 시작된 것이 아니라 예언자의 메시지 이전에 존재했다고 믿는다. 로버트 자에너에 따르면, 조로아스터교 이전의 아후라 마즈다는 의심할 여지 없이 진실의 개념 또는 어떤 종류의 "보편적 질서"와 관련이 있었으며, 물, 빛 또는 태양과도 관련이 있었다.
에밀 뱅베니스트는 아후라 마즈다가 고대 신이며 조로아스터교도들이 이 이름을 조로아스터교의 신을 지칭하는 데 사용했다고 지적한다. 마즈다교에서 이 신에게 부여된 중심적인 역할조차도 조로아스터교의 혁신이 아니다. 아케메네스 시대의 아람어 파피루스에서 발견된 마즈다교(마즈다 숭배자)라는 칭호는 아케메네스인들이 조로아스터교도였다는 증거가 될 수 없으며, 돌 비문에 아후라 마즈다의 이름이 언급된 것도 이에 대한 증거가 될 수 없다. 아케메네스 비문에는 조로아스터교가 언급되어 있지 않을 뿐만 아니라, 이 비문들이 조로아스터교적 신호를 줄 수 있는 다른 어떤 것도 언급되어 있지 않다.

## 스펜타 아르마이티와의 결혼과 주르반주의 신통론
일부 주르반주의 서술에 따르면, 주르반에게는 아후라 마즈다와 앙그라 마이뉴를 낳은 아내가 있었고, 나중에 아후라 마즈다는 어머니와 결혼하여 태양, 개, 돼지, 당나귀, 소 등을 포함한 자녀를 낳았다.
그러나 다른 조로아스터교 전통(주르반주의 서술이 아님)에서는 아후라 마즈다가 그의 딸 스펜타 아르마이티와 결혼하여 케유마르스를 낳았고, 나중에 그녀는 마쉬야와 마쉬야나를 낳았다고 한다. 이러한 전통들은 케유마르스가 마쉬야와 마쉬야나와 같은 어머니에게서 태어났으며, 마쉬야와 마쉬야나가 케유마르스의 자녀가 아님을 의미한다.

## 자라투스트라의 계시
조로아스터교 전통에 따르면, 자라투스트라는 30세에 계시를 받았다. 그는 신성한 의식을 위해 새벽에 물을 길러 가던 중, 아메샤 스펜타 중 Vohu Manah의 빛나는 형상을 보았고, 그는 자라투스트라를 아후라 마즈다 앞으로 인도하여, 후에 조로아스터교로 알려진 "선한 종교"의 기본 원리를 가르침 받았다. 이 환상으로 인해 자라투스트라는 자신이 이 종교를 전파하고 설교하도록 선택되었다고 느꼈다. 그는 모든 선함의 근원인 아후라가 최고의 숭배를 받을 자격이 있다고 말했다. 그는 또한 아후라 마즈다가 자신을 돕기 위해 야자타로 알려진 영들을 창조했다고 말했다. 자라투스트라는 일부 이란 신들이 숭배받을 자격이 없는 다에바들이라고 선언했다. 이 "악한" 신들은 파괴적인 영인 앙그라 마이뉴에 의해 창조되었다. 앙그라 마이뉴는 우주의 모든 죄와 불행의 근원이었다. 자라투스트라는 아후라 마즈다가 앙그라 마이뉴와의 우주적 투쟁에서 인간의 도움을 받았다고 주장했다. 그럼에도 불구하고 아후라 마즈다는 앙그라 마이뉴의 상위 존재이며 동등한 존재가 아니다. 앙그라 마이뉴와 그의 다에바들은 인간을 아샤의 길에서 벗어나게 하려 하지만, 결국 패배할 것이다.

## 플루타르코스
플루타르코스에 따르면, 자라투스트라는 선과 악을 창조한 두 경쟁자 중 한 명으로 "아리마니오스"를 지명했다. 감각적 지각의 측면에서, 오로마제스는 빛에 비유되고 아리마니오스는 어둠과 무지에 비유되었다. 이들 사이에는 중재자인 미트라가 있었다. 아리마니우스는 액막이와 애도에 관련된 제물을 받았다.
아리마니오스에 대한 의식을 묘사하면서 플루타르코스는 그 신이 하데스로 불렸다고 말한다.(p.  68) 플루톤은 밀의종교와 관련된 문헌 및 비문에서 가장 흔히 사용되는 그리스 지하 세계의 통치자 이름이며, 고전기 그리스 시대 아테네의 그리스 극작가 및 철학자들도 이 이름을 사용했다. 투르캉(p.  232)은 플루타르코스가 아리마니오스를 "일종의 어두운 플루톤"으로 만든다고 지적한다. 그러나 플루타르코스는 그리스 신의 이름을 하데스로 지칭하며, 엘레우시스 전통에서 사용된 이름 플루톤("숨겨진 자")과는 다르다.
아리마니오스 의식에는 플루타르코스가 "오모미"(하오마 또는 소마)라고 부르는 알려지지 않은 식물이 필요했는데, 이를 절구에 빻아 희생된 늑대의 피와 섞었다. 그런 다음 이 물질을 "태양이 결코 비치지 않는" 곳으로 가져가 그곳에 던졌다. 그는 "물쥐"가 이 신에게 속하며, 따라서 쥐를 잘 잡는 사람은 운이 좋은 사람이라고 덧붙인다.
플루타르코스는 이어서 우주기원론 신화를 제시한다:

가장 순수한 빛에서 태어난 오로마제스와 어둠에서 태어난 아리마니오스는 끊임없이 서로 싸운다; 그리고 오로마제스는 여섯 신을 창조했는데, 첫째는 선한 생각, 둘째는 진실, 셋째는 질서이며, 나머지 중 하나는 지혜, 하나는 부, 그리고 하나는 명예로운 것에서 즐거움을 만드는 장인이다. 그러나 아리마니오스는 이들과 수적으로 동등한 경쟁자들을 창조했다. 그러자 오로마제스는 자신의 크기를 세 배로 확장하여 태양에서 지구만큼 멀리 떨어져 자신을 배치하고, 별들로 하늘을 장식했다. 그는 다른 모든 별들보다 먼저 개별을 수호자와 감시자로 그곳에 두었다. 스물네 명의 다른 신들을 창조하여 알 안에 두었다. 그러나 아리마니오스가 창조한 신들은 다른 신들과 수가 같았는데, 알을 꿰뚫고 안으로 들어왔다; 그리하여 악이 이제 선과 결합하게 되었다. 그러나 정해진 때가 오리니, 역병과 기근을 일으키는 데 전념하던 아리마니오스는 이로 인해 완전히 소멸되고 사라질 것이다; 그러면 땅은 평평한 평원이 되고, 축복받은 백성을 위한 하나의 삶의 방식과 하나의 통치 형태가 있을 것이며, 그들은 모두 하나의 언어를 말할 것이다. — 플루타르코스( 47)

학자 Mary Boyce는 이 구절이 기본적인 조로아스터교에 대한 "상당히 정확한" 지식을 보여준다고 주장했다.
그의 테미스토클레스의 생애에서 플루타르코스는 페르시아 왕이 아리마니오스를 직접 언급하며, 신에게 왕의 적들이 스스로 최고의 인물들을 쫓아내는 방식으로 행동하게 해달라고 요청하는 내용을 담고 있다; de Jong (1997)(p.  313)은 페르시아 왕이 자신의 국가 종교의 악신에게, 특히 공개적으로 기도했을지에 대해 의문을 표했다.
플루타르코스에 따르면, 왕은 희생 제물을 바치고 술에 취했다. 이는 플루타르코스의 글에서 페르시아 왕에 대한 일종의 반복되는 농담으로, 실제 행동에 대한 증거로는 의심스럽다.(p.  314)

## 역사

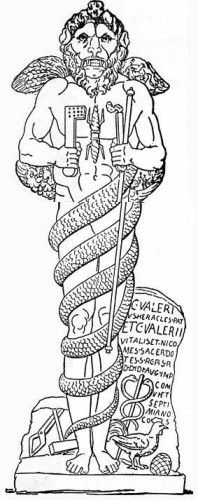
오스티아 안티카의 미트라 신전에서 발견된 아후라 마즈다의 대립 신인 "사자 머리 형상"인 앙그라 마이뉴의 그림 (CIMRM 312), 서기 190년에 C. 발레리우스 헤라클레스와 아들들에게 헌정됨.

### 아케메네스 제국

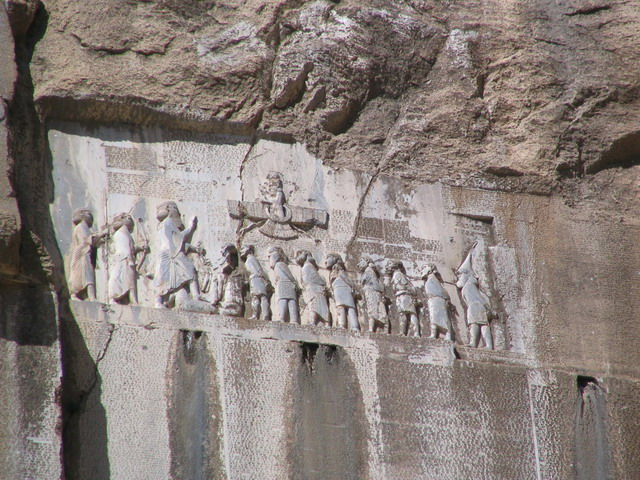
베히스툰 비문에는 아후라 마즈다에 대한 많은 언급이 있다.

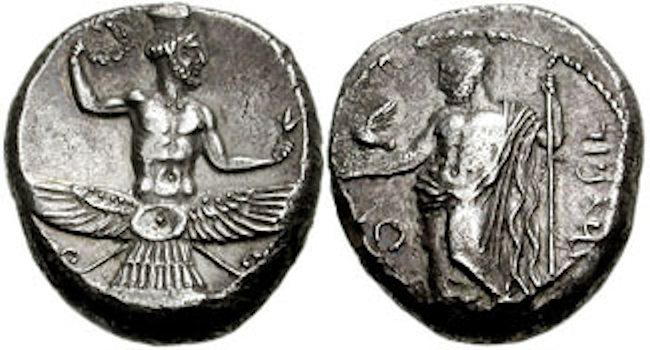
리디아의 사트라프 티리바조스의 스타테르 주화, 기원전 380년경, 뒷면에 아후라 마즈다를 보여준다.

아케메네스인들이 조로아스터교도였는지에 대해서는 많은 논쟁이 있다. 그러나 아케메네스인들이 아후라 마즈다를 숭배했다는 것은 알려져 있다. 아후라 마즈다의 묘사와 언급은 아케메네스 왕들이 쓴 왕실 비문에서 볼 수 있다. 모든 비문 중 가장 주목할 만한 것은 다리우스 1세가 쓴 베히스툰 비문으로, 아후라 마즈다에 대한 많은 언급을 포함하고 있다. 페르세폴리스의 후기 아케메네스 사원에서 발견된 그리스어로 쓰인 비문에는 아후라 마즈다와 두 다른 신, 미트라와 아나히타가 언급되어 있다. 아르타크세르크세스 3세는 그의 통치 기간 동안 다시 아후라 마즈다를 언급한다.
기원전 509년에서 494년 사이로 거슬러 올라가는 엘람어 페르세폴리스 요새 석판에는 아후라 마즈다에게 바쳐진 제물이 377, 338(특히 미트라와 함께), 339, 771번 석판에 기록되어 있다.
초기 아케메네스 시대에는 아후라 마즈다를 표현한 상징물이 없었다. 이전 유럽 학자들이 아후라 마즈다라고 여겼던 남성 형상의 날개 달린 상징은 이제 왕실의 크바레나흐, 즉 신성한 힘과 왕실의 영광을 의인화한 것으로 추정된다. 그러나 키루스 2세부터 다리우스 3세까지 모든 황제는 흰 말을 끄는 빈 전차를 두어 아후라 마즈다가 페르시아 군대와 함께 전투에 참여하도록 하는 것이 관례였다. 아후라 마즈다의 형상 사용은 기원전 5세기 후반 아케메네스 제국의 서부 사트라프에서 시작되었다. 아르타크세르크세스 2세 치하에서는 기원전 365년에 리디아의 페르시아 총독이 아후라 마즈다의 첫 문학적 언급과 동상을 건립했다.

### 파르티아 제국
아후라 마즈다뿐만 아니라 아나히타, 미트라에 대한 숭배가 이 시기에도 같은 전통으로 이어졌음이 알려져 있다. 상징적인 이미지로 아후라 마즈다를 숭배하는 것이 관찰되었으나, 사산조 시대에는 중단되었다. 파르티아 제국 말기와 사산조 초기로 거슬러 올라갈 수 있는 조로아스터교의 성상 파괴 운동은 결국 모든 아후라 마즈다 이미지의 예배 사용을 종식시켰다. 그러나 아후라 마즈다는 사산조의 수여식에서 발견되는 위엄 있는 남성 형상, 서 있거나 말 위에 탄 모습으로 상징화되었다.

### 사산 제국

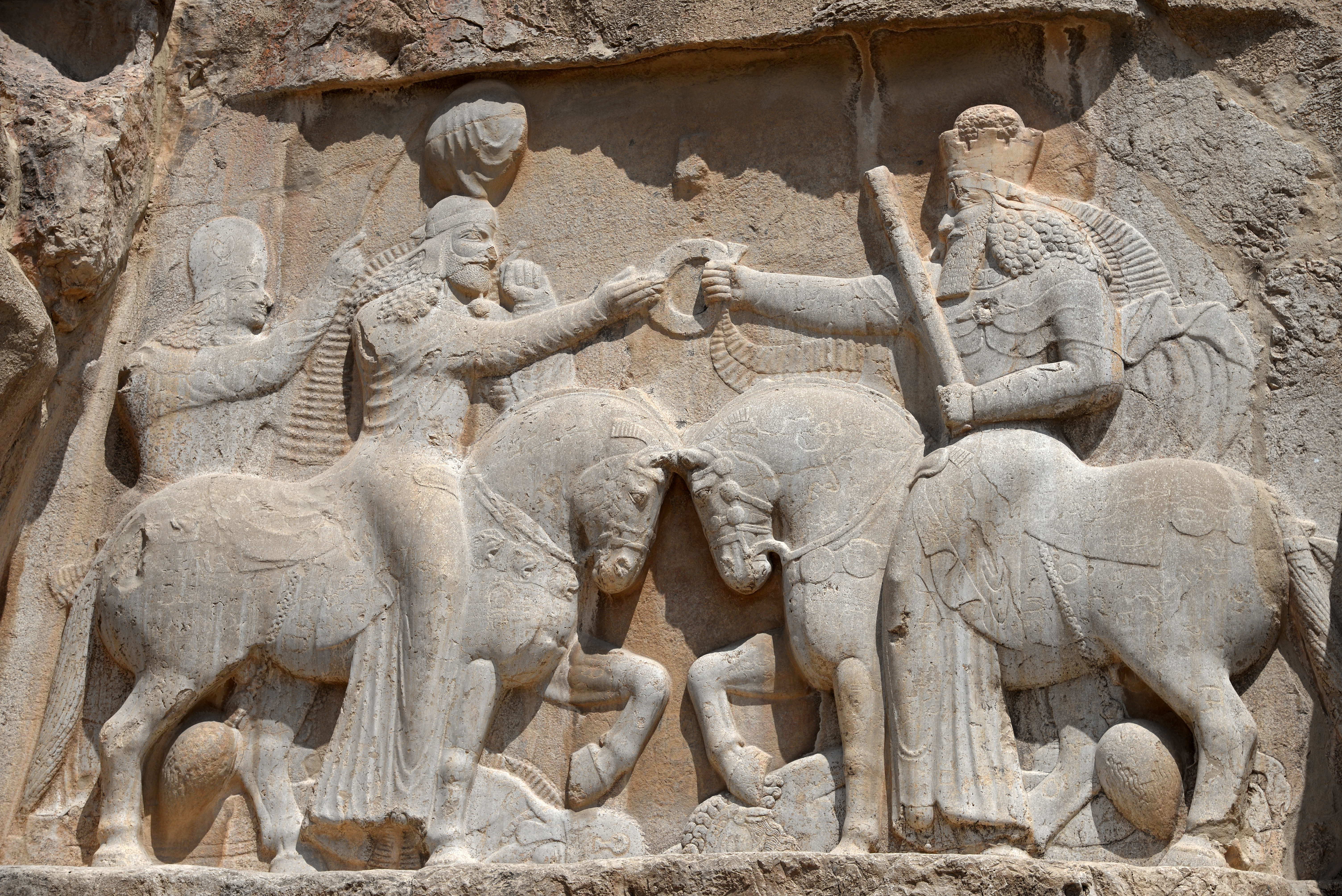
아후라 마즈다(오른쪽, 높은 왕관)가 아르다시르 1세(왼쪽)에게 왕권을 상징하는 반지를 수여한다. (나크셰 로스탐, 서기 3세기)

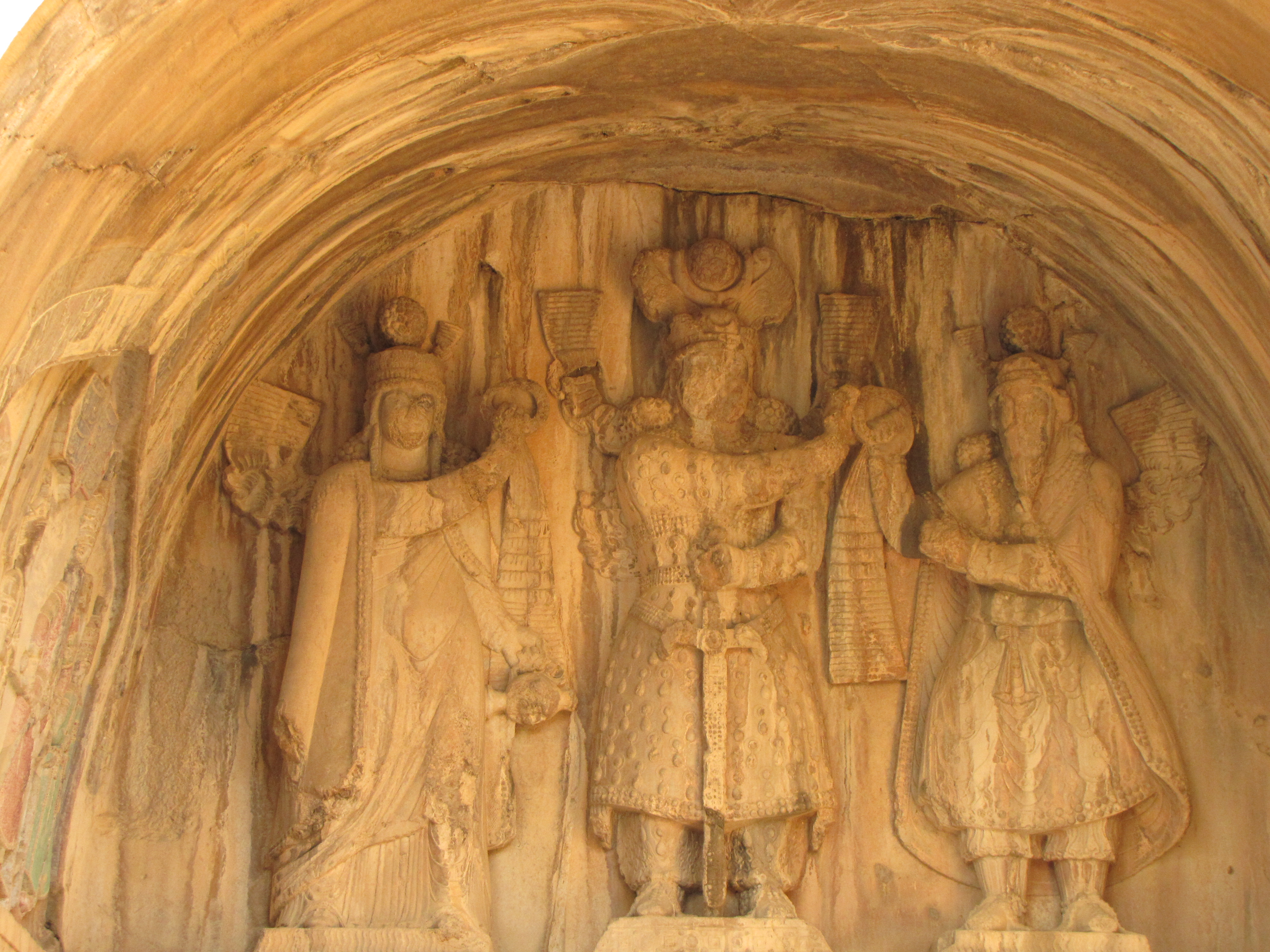
수여식 장면: 왼쪽에는 사산 왕조의 수호 야자타인 아나히타가 호스로 2세 황제 뒤에 서 있고, 오른쪽에는 아후라 마즈다가 주권을 상징하는 크바레나흐를 수여한다. 타크 보스탄, 이란

사산 제국 시대에는 주르반교라고 불리는 이단적이고 이질적인 조로아스터교의 형태가 등장했다. 이는 사산 제국 전역, 특히 사산 황제의 왕실 계보에서 지지자를 얻었다. 샤푸르 1세의 통치 아래 주르반교는 확산되어 널리 퍼진 종교가 되었다.
주르반교는 아후라 마즈다를 창조되지 않은 영이자 모든 것의 "창조되지 않은 창조주"로 본 자라투스트라의 원래 메시지를 폐기하고, 그를 아버지이자 주된 영인 주르반의 두 쌍둥이 아들 중 하나인 피조물로 격하시킨다. 또한 주르반교는 아후라 마즈다와 앙그라 마이뉴를 동등한 힘을 가진 대조적인 영으로 만든다.
주르반교 외에도 사산 왕들은 다양한 방식으로 아후라 마즈다에 대한 헌신을 보여주었다. 다섯 명의 왕이 호르미즈드라는 이름을 사용했으며, 바흐람 2세는 "오흐르마즈드-모우바드"라는 칭호를 만들었고, 이는 이슬람의 페르시아 정복 이후 이슬람 시대까지 이어졌다.
사산 시대에 유래한 조로아스터교의 모든 헌신 행위는 아후라 마즈다에 대한 존경으로 시작된다. 다섯 Gāh는 팔라비어로 "오흐르마즈드가 주님이다"라는 선언으로 시작하며, 가타의 구절 "마즈다여, 누구를 나의 수호자로 임명하셨나이까"를 포함한다. 조로아스터교의 기도는 불이나 태양의 형태로 빛이 있는 곳에서 행해져야 한다. 이란어 중 이그다어와 문지어에서는 태양을 여전히 오르모즈드라고 부른다.

### 라시둔 칼리파국
Maneckji Nusserwanji Dhalla는 가요마르티아인파의 교리를 조로아스터교의 본질이었던 이원론을 완화하려는 또 다른 시도로 묘사했다. 이는 예언자 무함마드가 유일신론을 강조하고 무슬림들이 두 신을 숭배하는 교리를 조롱했기 때문에 조로아스터교도들이 이원론을 결함으로 여겨 유일신론을 추가하게 되었고, 이는 조로아스터교도들이 종파로 나뉘는 결과를 초래했다. 그는 아후라 마즈다와 아흐리만이 시간으로부터 창조되었다거나, 아후라 마즈다 자신이 악의 존재를 허용했다거나, 아흐리만이 아후라 마즈다에게 반역한 타락한 천사였다는 등 아흐리만의 중요성을 축소함으로써 유일신론적 신념을 확립하려는 조로아스터교의 시도 사례를 언급한다. 그런 다음 그는 15세기의 페르시아 책 이름을 언급하며 마기(조로아스터교도)들이 알라와 이블리스가 형제라고 믿는다고 기록되어 있다.

### 오늘날의 조로아스터교
1884년, Martin Haug는 야스나 30.3절에 대한 새로운 해석을 제시했는데, 이는 이후 조로아스터교 교리에 상당한 영향을 미쳤다. 하우그의 해석에 따르면, 30.3절의 "쌍둥이 영"은 앙그라 마이뉴와 스펜타 마이뉴였는데, 전자는 문자적으로 "파괴적인 영"이고 후자는 "풍요로운 영"(아후라 마즈다의 영)이었다. 더 나아가, 하우그의 체계에서 앙그라 마이뉴는 이제 아후라 마즈다의 이진적 대립자가 아니라, 스펜타 마이뉴와 마찬가지로 그의 유출물이었다. 하우그는 또한 야스나 45.9절의 자유 의지 개념을 아후라 마즈다가 오직 선만을 창조했기 때문에 앙그라 마이뉴가 어디에서 왔는지 설명하기 위한 조치로 해석했다. 자유 의지는 앙그라 마이뉴가 악을 선택할 수 있게 만들었다. 비록 이러한 후자의 결론들이 조로아스터교 전통에 의해 입증되지 않았지만, 당시 하우그의 해석은 봄베이의 파르시인들에게 기독교 선교사들의 수사학에 대한 방어책을 제공했기 때문에 기꺼이 받아들여졌다. 특히 신만큼이나 창조되지 않은 악이라는 조로아스터교 사상에 대한 공격에 맞서기 위함이었다. 하우그를 따라 봄베이 파르시인들은 영어 언론에서 자신들을 변호하기 시작했다. 그 주장은 앙그라 마이뉴가 마즈다의 이진적 대립자가 아니라 그의 하위 존재이며, 주르반주의에서처럼 악을 선택했다는 것이었다. 결과적으로, 하우그의 이론은 서양에서 파르시 해석으로 유포되었고, 그곳에서 그들은 하우그를 입증하는 것처럼 보였다. 스스로를 강화하면서, 하우그의 사상은 오늘날 거의 보편적으로 교리로 받아들여질 정도로 자주 반복되었다.

## 다른 종교에서
일부 학자(Kuiper. IIJ I, 1957; Zimmer. Münchner Studien 1984:187–215)들은 아후라 마즈다가 *vouruna-miθra 또는 브라만교의 바루나와 미트라에서 유래했다고 믿는다. William W. Malandra에 따르면 바루나(브라만교)와 아후라 마즈다(고대 이란 종교)는 모두 최고의 "현명하고 전지한 군주"라는 동일한 인도-이란 개념을 나타낸다.

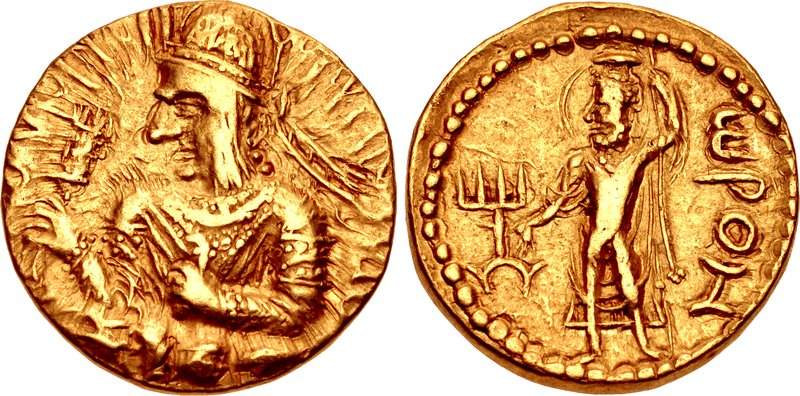
쿠샨의 후비슈카 주화, 뒷면에는 아후라 마즈다(그리스어 전설 ωΡΟΜ, Orom[zdo])가 있다. 서기 150~180년

마니교에서는 오흐르마즈드 바이("신 아후라 마즈다")라는 이름이 원초적 인물인 Nāšā Qaḏmāyā, 즉 "원초적 인간"과 위대함의 아버지(마니교에서는 주르반이라고 불림)의 발출물을 지칭하는 데 사용되었는데, 그는 빛의 세계를 수호하기 위해 자신을 희생한 후 어둠의 세력에 의해 흡수되었다. 오르무즈드는 어둠의 세계에서 해방되었지만, 종종 그의 옷이나 무기로 불리는 그의 "아들들"은 남아 있다. 일련의 사건 후, 그의 아들들은 후에 세계 영혼으로 알려지게 되는데, 대부분 물질에서 벗어나 그들이 온 빛의 세계로 돌아갈 것이다. 마니교도들은 마니의 많은 우주론적 인물들을 조로아스터교의 인물들과 동일시하는 경우가 많았다. 이는 마니가 조로아스터교가 크게 번성했던 파르티아 제국에서 태어났기 때문일 수 있다.
소그드어 불교에서, Xwrmztʼ (소그드어는 모음이 일관되게 표현되지 않았다)는 아베스타어 아후라 마즈다의 소그드어 파생어였다. 아드바그는 종종 아후라 마즈다의 칭호로 사용되었다. 튀르크족과 같은 위구르족과의 접촉을 통해 이 소그드어 이름은 몽골인에게 전해졌고, 그들은 여전히 이 신을 Qormusta Tengri(또한 Qormusta 또는 Qormusda)라고 부르는데, 이는 이제 명시적으로 불교적이지 않은 많은 맥락에서 나타날 정도로 인기 있는 신이 되었다.
기독교 이전의 아르메니아인들은 아르마즈드를 자신들의 신화 속 중요한 신으로 여겼다. 그는 토착 아르메니아 인물인 아람과 그의 아들 아라와 이란의 아후라 마즈다가 혼합된 신으로 여겨진다. 오늘날의 아르메니아에서는 아르마즈드가 남성 이름으로 사용된다.

## 101가지 이름
1. yazat ("숭배할 만한 가치가 있는 자.")
2. harvasp-tavãn ("전능한 자.")
3. harvasp-âgâh ("전지한 자.")
4. harvasp-h'udhâ ("모든 것의 주님.")
5. abadah ("시작이 없는 자.")
6. awî-añjâm ("끝이 없는 자.")
7. bûnastah ("세상 형성의 근원.")
8. frâxtañtah ("모든 것의 광대한 끝.")
9. jamakh ("가장 위대한 원인.")
10. parjahtarah ("더욱 고귀한 자.")
11. tum-afayah ("가장 결백한 자.")
12. abravañt ("모든 것과 분리된 자.")
13. parvañdah ("모든 것과의 관계.")
14. an-ayâfah ("누구에게도 이해되지 않는 자.")
15. ham-ayâfah ("모든 것을 이해하는 자.")
16. âdharô ("가장 곧고 가장 정의로운 자.")
17. gîrâ ("모든 것을 굳게 붙잡는 자.")
18. acim ("이유 없는 자.")
19. cimnâ ("이유들의 이유.")
20. safinâ ("증가시키는 자.")
21. âwzâ ("증가를 일으키는 자. 순결의 주님.")
22. nâshâ ("모든 것에 동등하게 도달하는 자.")
23. parvarâ ("영양을 공급하는 자.")
24. âyânah ("세상의 수호자.")
25. âyaîn-âyânah ("다양한 종류가 아닌 자.")
26. an-âyanah ("형태 없는 자.")
27. xraoshît-tum ("가장 견고한 자.")
28. mînôtum ("가장 보이지 않는 자.")
29. vâsnâ ("편재하는 자.")
30. harvastum ("모든 것 속의 모든 것.")
31. husipâs ("감사할 만한 가치가 있는 자.")
32. har-hemît ("모든 선한 성품을 가진 자.")
33. harnekfareh ("모든 선한 길조의 영광.")
34. beshtarnâ ("고통을 제거하는 자.")
35. tarônîs ("승리하는 자.")
36. anaoshak ("불멸의 자.")
37. farashak ("소원을 이루어주는 자.")
38. pazohadhad ("선한 성품의 창조자.")
39. xavâpar ("자비로운 자.")
40. awaxshâyâ ("사랑을 베푸는 자.")
41. awarzâ ("과도한 것을 가져오는 자.")
42. â-sitôh ("패배하지 않고, 고통받지 않는 자.")
43. raxôh ("독립적이고, 근심 없는 자.")
44. a-frîpah ("속일 수 없는 자.")
45. awe-frîftah ("속지 않는 자.")
46. adhvaî ("비할 데 없는 자.")
47. kãme-rat ("소원의 주님.")
48. framãn-kãm ("오직 그의 소원만이 그의 명령.")
49. âyextan ("몸이 없는 자.")
50. â-framôsh ("잊지 않는 자.")
51. hamârnâ ("회계를 담당하는 자.")
52. snâyâ ("인지할 수 있는, 인지할 가치가 있는 자.")
53. a-tars ("두려움 없는 자.")
54. a-bîsh ("고통이나 고난 없는 자.")
55. a-frâzdum ("가장 고귀한 자.")
56. hamcûn ("항상 한결같은 자.")
57. mînô-stîgar ("영적으로 우주를 창조하는 자.")
58. a-mînôgar ("많은 영성을 창조하는 자.")
59. mînô-nahab ("영들 속에 숨겨진 자.")
60. âdhar-bâtgar ("불의 공기, 즉 공기로 변환하는 자.")
61. âdhar-namgar ("불의 물, 즉 물로 변환하는 자.")
62. bât-âdhargar ("공기를 불로 변환하는 자.")
63. bât-namgar ("공기를 물로 변환하는 자.")
64. bât-gelgar ("공기를 흙으로 변환하는 자.")
65. bât-girdtum ("공기를 girad로 변환하는 자, 즉 모으는 자.")
66. âdhar-kîbarît-tum ("불을 보석으로 변환하는 자.")
67. bâtgarjâi ("모든 곳에 공기를 창조하는 자.")
68. âwtum ("가장 과도한 물을 창조하는 자.")
69. gel-âdhargar ("흙을 불로 변환하는 자.")
70. gel-vâdhgar ("흙을 공기로 변환하는 자.")
71. gel-namgar ("흙을 물로 변환하는 자.")
72. gargar ("장인들의 장인.")
73. garôgar ("소원을 베푸는 자.")
74. garâgar ("인간의 창조자.")
75. garâgargar ("모든 창조물의 창조자.")
76. a-garâgar ("네 원소의 창조자.")
77. a-garâgargar ("별 무리의 창조자.")
78. a-gûmãn ("의심 없는 자.")
79. a-jamãn ("시간 없는 자.")
80. a-h'uãn ("잠 없는 자.")
81. âmushthushyâr ("지능적인 자.")
82. frashûtanâ ("영원한 수호자-증가시키는 자.")
83. padhamãnî ("padman, 즉 황금률을 유지하는 자.")
84. pîrôzgar ("승리자.")
85. h'udhâvañd ("우주의 주님-주인.")
86. ahuramazda ("전지한 주님.")
87. abarînkuhantavãn ("창조물의 기원을 유지하는 힘에서 가장 고귀한 지위.")
88. abarîn-nô-tavã ("창조물을 새롭게 만드는 힘에서 가장 고귀한 지위.")
89. vaspãn ("모든 창조물에 도달하는 자.")
90. vaspâr ("모든 것을 가져오고 모든 것에 도달하는 자.")
91. h'âwar ("자비로운 자.")
92. ahû ("세상의 주님.")
93. âwaxsîdâr ("용서하는 자.")
94. dâdhâr ("정의로운 창조자.")
95. rayomañd ("빛과 광채로 가득 찬 자.")
96. h'arehmand ("영광으로 가득 찬 자.")
97. dâwar ("정의로운 재판관.")
98. kerfagar ("공덕 있는 행위의 주님.")
99. buxtâr ("구원자, 구세주.")
100. frashôgar ("영혼의 증가를 통해 회복시키는 자.")

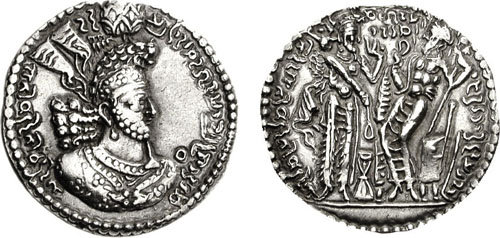
호르미즈드 1세 쿠샨샤 (277-286 AD)의 주화. 팔라비어 비문: "마즈다 숭배자, 신성한 호르미즈드 위대한 쿠샨 왕 중의 왕" / 팔라비어 비문: "고귀한 신, 호르미즈드 위대한 쿠샨 왕 중의 왕", 호르미즈드는 오른쪽에 서서 제단 위에 수여 화환을 들고 왼손으로 아나히타에게 축복 제스처를 취하며 수여 화환과 홀을 들고 있다. 메르브 조폐국

## 같이 보기
- 아수라
- 바루나
- 창조신
- 하나님의 명칭
- 마쓰다

### 설명주
1. ↑  fa
2. ↑  The former is the New Persian rendering of the Avestan form, while the latter derives from Middle Persian.
3. ↑  고대 그리스어: Ὡρομάζης, grc
4. ↑  For an explanation of the approximation of mainyu as "spirit", see Angra Mainyu.
5. ↑  Most prominent of these voices was that of the Scottish Presbyterian minister John Wilson, whose church was next door to the M. F. Cama Athornan Institute, the premier school for Zoroastrian priests. That the opinions of the Zoroastrian priesthood were barely represented in the debates that ensued was to some extent since the priesthood spoke Gujarati and not English, but also because they were (at the time) poorly equipped to debate with a classically trained theologian on his footing. Wilson had even taught himself Avestan.
6. ↑  For a scholastic review of the theological developments in Indian Zoroastrianism, particularly concerning the devaluation of Angra Mainyu to a position where the (epitome of) pure evil became viewed as a creation of Mazda (and so compromised their figure of pure good), see Maneck 1997

1. ↑  For distinctions in usage between the two names, see Pluto in the mysteries and cult and Pluto in Greek literature and philosophy.
2. ↑  In Greek religion, Hades was the ruler of the dead or shades, but not an evil god per se, except in the sense that death might be considered a bad thing – κακόν, kakon.

### 참조주
1. ↑  Cristian, Radu. “Ahura Mazda”. 《World History Encyclopedia》 (영어). 2023년 5월 17일에 확인함.
2. ↑  Wilkinson, Philip (1999).  Spilling, Michael; Williams, Sophie; Dent, Marion, 편집. 《Illustrated Dictionary of Religions》 Fir American판. New York: DK. 70쪽. ISBN 0-7894-4711-8.
3. ↑  Parpola, Asko (2015). 《The Roots of Hinduism: The Early Aryans and the Indus Civilization》. 옥스퍼드 대학교 출판부. 114쪽. ISBN 978-0190226923.
4. ↑  Blazek, Václav (2005). 《Indo-Iranian elements in Fenno-Ugric mythological lexicon》. 《Indogermanische Forschungen》 110. 162쪽. doi:10.1515/9783110185164.162.
5. 1 2 3  Boyce 1983, 685쪽.
6. ↑  Boyce 1975, 14쪽.
7. ↑  Маздаизм // Азәрбајҹан Совет Енсиклопедијасы: [10 ҹилддә]. VI ҹилд: Куба—Мисир. Бакы: Азәрбајҹан Совет Енсиклопедијасынын Баш Редаксијасы. Баш редактор: Ҹ. Б. Гулијев. 1982. С. 302.
8. ↑  Бойс, Мэри. Зороастрийцы. Верования и обычаи. — СПб.: Петербургское востоковедение, 2003. — 352 с. — ISBN 5-352-00486-4, 5-85803-234-6.
9. ↑  Robert Charles Zaehner. The dawn and twilight of Zoroastrianism 1961. — 371 p.
10. ↑  بنونیست، امیل. دین ایرانی 36-31. بر پایهٔ متن‌های مهم یونانی. ترجمهٔ بهمن سرکاراتی. تهران: انتشارات بنیاد فرهنگ ایران.
11. ↑  Foundation, Encyclopaedia Iranica. “Welcome to Encyclopaedia Iranica”. 《iranicaonline.org》 (미국 영어). 2025년 3월 23일에 확인함.
12. ↑  “GAYŌMARD (ARTICLE 2)”. 《Encyclopaedia Iranica》 (미국 영어). 2025년 5월 14일에 확인함.
13. ↑  Nigosian 1993, 12쪽.
14. ↑  Andrea & Overfield 2000, 86쪽.
15. ↑  Plutarch (1936). Isis and Osiris. Loeb Classical Library. pp. 46–47; available online: Plutarch (1936). edition at LacusCurtius. pp. 46–47.
16. ↑  Reinach, S. (1909). 《Orpheus: A general history of religions》. 번역 Simmonds, F. London, UK: Heinemann.
17. ↑  Turcan, Robert (2001) [1992]. 《The Cults of the Roman Empire》 (영어). Blackwell. originally published 1989 in French.
18. ↑  플루타르코스. 〈Isis and Osiris〉. 《Moralia》. 시카고 대학교 – Penelope.UChicago.edu 경유.
19. ↑  Plutarch (1936). 《Isis and Osiris》. Loeb Classical Library. 46–47쪽; available online: Plutarch (1936). 《Isis and Osiris》. University of Chicago. 46–47쪽  – LacusCurtius 경유.
20. ↑  Boyce, M.; Grenet, F. (1991). 《A History of Zoroastrianism: Zoroastrianism under Macedonian and Roman rule》. Brill. 458–459쪽.
21. 1 2  de Jong, A. (1997). 《Traditions of the Magi: Zoroastrianism in Greek and Latin literature》. Brill.
22. ↑  Bromiley 1995, 126쪽.
23. ↑  Hanson, Victor Davis (2007년 12월 18일). 《Carnage and Culture: Landmark Battles in the Rise to Western Power》 (영어). Knopf Doubleday Publishing Group. ISBN 978-0-307-42518-8.
24. ↑  Hallock, Richard (1969). 《Persepolis Fortification Tablets》 (PDF). Chicago, Illinois: The University of Chicago Press. 151, 771쪽.
25. 1 2 3 4  Boyce 1983, 686쪽.
26. ↑  Corduan 1998, 123쪽.
27. ↑  King 2005, 314쪽.
28. ↑  Whitrow 2003, 8쪽.
29. ↑  “M.N. Dhalla: History of Zoroastrianism (1938), part 6, CHAPTER XLVI , DOWNFALL OF THE SASANIANS, AND THE AFTERMATH”. 《www.avesta.org》. 2025년 5월 17일에 확인함.
30. ↑  Maneck 1997, 182ff쪽.
31. ↑  William W. Malandra. An Introduction to Ancient Iranian Religion. 1983. p. 46
32. ↑  Dani, Ahmad Hasan; Harmatta, János (1999). 《History of Civilizations of Central Asia》 (영어). Motilal Banarsidass Publ. 327–328쪽. ISBN 978-81-208-1408-0.
33. ↑  Unknown 1999, 429쪽.
34. ↑  Frye 1996, 247쪽.
35. ↑  Sims-Williams 1992, 44쪽.

## 참고 문헌
- Andrea, Alfred; Overfield, James H. (2000), 《The Human Record: Sources of Global History : To 1700》 4 Illurat판, Houghton Mifflin Harcourt, ISBN 978-0-618-04245-6
- Boyce, Mary (1975), 《History of Zoroastrianism, Vol. I, The early period》, Leiden: Brill
- Boyce, Mary (1983), 〈Ahura Mazdā〉, 《Encyclopaedia Iranica》 1, New York: Routledge & Kegan Paul, 684–687쪽
- Maneck, Susan Stiles (1997), 《The Death of Ahriman: Culture, Identity and Theological Change Among the Parsis of India》, Bombay: K. R. Cama Oriental Institute
- Sims-Williams, Nicholas (1992), 《Sogdian and other Iranian inscriptions of the Upper Indus》, University of Michigan, ISBN 978-0-7286-0194-9
- Corduan, Winfried (1998), 《Neighboring faiths: a Christian introduction to world religions》, InterVarsity Press, ISBN 978-0-8308-1524-1
- Frye, Richard Nelson (1996), 《The heritage of Central Asia from antiquity to the Turkish expansion》, Markus Wiener Publishers, ISBN 978-1-55876-111-7
- Unknown (1999), 《History of civilizations of Central Asia, Volume 3》, Motilal Banarsidass Publ
- King, Karen L. (2005), 《What is Gnosticism?》, Harvard University Press, ISBN 978-0-674-01762-7
- Whitrow, G. J. (2003), 《What is time?》, Oxford University Press, ISBN 978-0-19-860781-6
- Bromiley, Geoffrey (1995), 《The International Standard Bible Encyclopedia: Q-Z》, Wm. B. Eerdmans Publishing, ISBN 978-0-8028-3784-4
- Nigosian, Solomon (1993), 《The Zoroastrian faith: tradition and modern research》, McGill-Queen's Press – MQUP, ISBN 978-0-7735-1144-6

## 추가 자료
- Boyce, Mary (1982), 《History of Zoroastrianism, Vol. II, Under the Achamenians》, Leiden: Brill
- Boyce, Mary (2001), 〈Mithra the King and Varuna the Master〉, 《Festschrift für Helmut Humbach zum 80.》, Trier: WWT, 239–257쪽
- Dhalla, Maneckji Nusservanji (1938), 《History of Zoroastrianism》, New York: OUP, ISBN 0-404-12806-8
- Humbach, Helmut (1991), 《The Gathas of Zarathushtra and the other Old Avestan texts》, Heidelberg: Winter, ISBN 3-533-04473-4
- Kent, Roland G. (1945), “Old Persian Texts”, 《Journal of Near Eastern Studies》 4 (4): 228–233, doi:10.1086/370756, S2CID 222444341
- Kuiper, Bernardus Franciscus Jacobus (1983), 〈Ahura〉, 《Encyclopaedia Iranica》 1, New York: Routledge & Kegan Paul, 682–683쪽
- Kuiper, Bernardus Franciscus Jacobus (1976), “Ahura Mazdā 'Lord Wisdom'?”, 《Indo-Iranian Journal》 18 (1–2): 25–42, doi:10.1163/000000076790079465
- Kuiper, F. B. J. (1997). 〈Avestan Mazdā-〉. 《F.B.J. Kuiper Selected Writings on Indian Linguistics and Philology》. Leiden, The Netherlands: Brill. 321–330쪽. doi:10.1163/9789004653764_012. ISBN 978-90-04-65376-4.
- Ware, James R.; Kent, Roland G. (1924), “The Old Persian Cuneiform Inscriptions of Artaxerxes II and Artaxerxes III”, 《Transactions and Proceedings of the American Philological Association》 (The Johns Hopkins University Press) 55: 52–61, doi:10.2307/283007, JSTOR 283007
- Kent, Roland G. (1950), 《Old Persian: Grammar, texts, lexicon》, New Haven: American Oriental Society, ISBN 0-940490-33-1
- Andrea, Alfred; James H. Overfield (2000), 《The Human Record: Sources of Global History : To 1700》 4 Illurat판, Houghton Mifflin Harcourt, ISBN 978-0-618-04245-6
- Schlerath, Bernfried (1983), 〈Ahurānī〉, 《Encyclopaedia Iranica》 1, New York: Routledge & Kegan Paul, 683–684쪽